# Trochulus biconicus
Trochulus biconicus е вид коремоного от семейство Hygromiidae.

## Разпространение
Видът е разпространен в Швейцария.